# تشارلز غان
تشارلز غان (بالإنجليزية: Charles Gunn)‏ هو ممثل أمريكي، ولد في 13 يوليو 1883 في الولايات المتحدة، وتوفي في 6 ديسمبر 1918 بلوس أنجلوس في الولايات المتحدة.

## وصلات خارجية
- تشارلز غان على موقع IMDb (الإنجليزية)
- تشارلز غان على موقع أول موفي (الإنجليزية)